# موصل مخاطي جلدي
موصل مخاطي جلدي أو حَدّ مخاطي جلدي (بالإنجليزية: Mucocutaneous junction)‏ هو منطقة من الجسم تتحول فيها الطبقة المخاطية إلى جلد. تتواجد المناطق المخاطية الجلدية في الحيوانات عند فتحات الجسم.
توجد الموصلات المخاطية الجلدية في البشر عند الشفاه، والمنخران، والملتحمة، والإحليل، والمهبل (عند الإناث)، والقلفة (عند الذكور)، والشرج.
يحتوي الموصل المخاطي الجلدي في فتحتي الأنف على شبكةٍ كثيفةٍ من الأوعية الدموية الدقيقة، ويظهر تشابهًا ملحوظًا مع تلك الموجودة في الفم، بين الغشاء المخاطي للفم والشفتين.
يتحول النسيج الطلائي إلى بشرة عند الموصل المخاطي الجلدي، وتتحول الصفيحة المخصوصة إلى أدمة، كما تتحول العضلات الملساء إلى عضلاتٍ هيكلية. غالبًا ما يكون الموصل المخاطي الجلدي موقعًا لمفاغرة الشرايين، وهي منطقة تجمعات السوائل من التصريف الوريدي واللمفاوي، والتداخل العصبي الحسي (وليس الحركي).
وثق وينكلمان (1959) أنَّ الحد المخاطي الجلدي هي «منطقة خاصة مثيرةٌ مع حوافٍ شبكية حيث تكون النهايات العصبية أقرب إلى السطح».